# Amsterdamsche Football Club Ajax 2000-2001
Questa pagina raccoglie i dati riguardanti l'Amsterdamsche Football Club Ajax nelle competizioni ufficiali della stagione 2000-2001.

## Stagione
Questa stagione inizia senza Jesper Grønkjær, che si è trasferito al Chelsea e senza Brian Laudrup, che si è ritirato; in panchina arriva invece Co Adriaanse, che aveva condotto il Willem II al secondo posto nel campionato 1998-1999.
L'Ajax viene subito eliminato dalla KNVB beker dal Vitesse, negli ottavi, e non va molto meglio in Coppa UEFA: dopo un benaugurate 9-0 complessivo contro il Gent gli olandesi vengono eliminati nel secondo turno dal Losanna: sconfitta per 1-0 in Svizzera e pareggio ad Amsterdam per 2-2. In campionato arriva infine un terzo posto alle spalle di PSV e Feyenoord, comunque un miglioramento rispetto alle due ultime partecipazioni.

## Organigramma societario
Fonte
Area direttiva
- Presidente:  Michael van Praag.

Area tecnica
- Allenatore:  Co Adriaanse

## Rosa
| N. |                             | Ruolo | Calciatore         |
| -- | --------------------------- | ----- | ------------------ |
| 1  | Paesi Bassi (bandiera)      | P     | Fred Grim          |
| 2  | Paesi Bassi (bandiera)      | D     | Ferdi Vierklau     |
| 3  | Norvegia (bandiera)         | D     | André Bergdølmo    |
| 4  | Rep. Ceca (bandiera)        | C     | Tomáš Galásek      |
| 5  | Romania (bandiera)          | D     | Cristian Chivu     |
| 6  | Paesi Bassi (bandiera)      | C     | Aron Winter        |
| 7  | Paesi Bassi (bandiera)      | C     | Andy van der Meyde |
| 8  | Paesi Bassi (bandiera)      | C     | Richard Witschge   |
| 9  | Georgia (bandiera)          | A     | Shota Arveladze    |
| 10 | Paesi Bassi (bandiera)      | C     | Richard Knopper    |
| 11 | Danimarca (bandiera)        | C     | Jesper Grønkjær    |
| 12 | Romania (bandiera)          | P     | Bogdan Lobonț      |
| 14 | Antille Olandesi (bandiera) | A     | Brutil Hosé        |
| 15 | Paesi Bassi (bandiera)      | D     | Tim de Cler        |
| 17 | Brasile (bandiera)          | C     | Wamberto           |
| 18 | Stati Uniti (bandiera)      | C     | John O'Brien       |
| 19 | Grecia (bandiera)           | A     | Nikos Machlas      |

| N. |                        | Ruolo | Calciatore           |
| -- | ---------------------- | ----- | -------------------- |
| 20 | Paesi Bassi (bandiera) | A     | Cedric van der Gun   |
| 21 | Paesi Bassi (bandiera) | A     | Kevin Bobson         |
| 22 | Ghana (bandiera)       | C     | Abubakari Yakubu     |
| 23 | Paesi Bassi (bandiera) | C     | Rafael van der Vaart |
| 24 | Danimarca (bandiera)   | D     | Ole Tobiasen         |
| 27 | Paesi Bassi (bandiera) | C     | Kiran Bechan         |
| 28 | Paesi Bassi (bandiera) | D     | Tom Sier             |
| 29 | Ghana (bandiera)       | C     | Kwame Quansah        |
| 31 | Croazia (bandiera)     | P     | Joey Didulica        |
| 32 | Finlandia (bandiera)   | D     | Petri Pasanen        |
| 33 | Sudafrica (bandiera)   | C     | Aaron Mokoena        |
| 36 | Nigeria (bandiera)     | D     | Christopher Kanu     |
| 37 | Nigeria (bandiera)     | A     | Pius Ikedia          |
| 38 | Colombia (bandiera)    | C     | Daniel Cruz          |
| 39 | Paesi Bassi (bandiera) | C     | Youssouf Hersi       |
| 30 | Paesi Bassi (bandiera) | D     | Mitchell Piqué       |

## Statistiche

### Statistiche di squadra
| Competizione | Punti | Totale | Totale | Totale | Totale | Totale | Totale |
| Competizione | Punti | G      | V      | N      | P      | Gf     | Gs     |
| ------------ | ----- | ------ | ------ | ------ | ------ | ------ | ------ |
| Eredivisie   | 61    | 34     | 18     | 7      | 9      | 85     | 43     |
| KNVB beker   | -     | 1      | 0      | 0      | 1      | 1      | 2      |
| Coppa UEFA   | -     | 4      | 2      | 1      | 1      | 11     | 3      |
| Totale       |       | 39     | 20     | 8      | 11     | 97     | 48     |

### Statistiche individuali
- Talento dell'anno
  - Rafael van der Vaart